# Камень и боль
«Камень и боль» (чеш. Kámen a bolest) — исторический роман чешского писателя Карела Шульца, рассказывающий о Микеланджело. Остался неоконченным из-за ранней смерти писателя, был впервые издан в 1943 году.

## Содержание
Первые главы романа описывают события 1478 года — «заговор Пацци», связанный с попыткой части флорентийской аристократии при поддержке римского папы свергнуть Медичи. В дальнейшем главным героем книги становится художник и скульптор Микеланджело, изображённый в разные моменты своей жизни. Действие обрывается на событиях 1508 года, когда Микеланджело переезжает в Рим, чтобы начать расписывать потолок Сикстинской капеллы.

## Создание и восприятие
Карел Шульц создавал роман в начале 1940-х годов в Праге. Первая книга, «В садах медицейских», вышла в 1942 году. Вторая книга, «Папская месса», осталась неоконченной из-за смерти писателя в феврале 1943 года. Её опубликовали в том же году.
Роман был переведён на многие европейские языки и заслужил высокие оценки критиков. Его называют «одним из лучших литературных портретов Микеланджело».